# Świniary (powiat międzyrzecki)
Świniary (niem. Schweinert) – wieś w Polsce położona w województwie lubuskim, w powiecie międzyrzeckim, w gminie Skwierzyna.
| SIMC    | Nazwa     | Rodzaj    |
| ------- | --------- | --------- |
| 0186890 | Świniarki | część wsi |

## Położenie
Wieś w dolinie Warty, na skraju Puszczy Noteckiej, ok. 7 km na północny wschód od Skwierzyny, przy drodze wojewódzkiej nr 199. Na zachód od Świniar, przy drodze leżą Świniarki, najstarsza osada olęderska w rejonie, założona przez Krzysztofa Unruga w 1619 r. jako Schweinerter Hollander.
Aktualnie Świniarki należą administracyjnie do Świniar i wraz z miejscowością Nowy Dwór stanowią sołectwo Świniary.

## Historia
Miejscowość pierwotnie związana była z Wielkopolską. Ma metrykę średniowieczną i istnieje co najmniej od końca XIV wieku. Wymieniona po raz pierwszy w dokumencie zapisanym po łacinie z 1394 "Swinari", a później także w 1420 "Swynar", 1430 "Swynari", 1433 "Swinary", 1446 "Swynary", 1494 "Svynarj", 1508 "Szwynarwy", 1510 "Szwynary", 1563 "Szwiniari", 1577 "Swiniary", 1944 "Schweinert" .
Miejscowość wspominały historyczne dokumenty prawne, własnościowe i podatkowe. Wieś wzmiankowana w jako własność szlachecka związana z grodem w Skwierzynie. W 1394 wraz z dziedzinami Góra (k. Sierakowa), Kijewice, Dzierzązna była przedmiotem sporu sądowego pomiędzy Mikołajem Baworowskim i Dobiesławem Kwileckim. W 1433 właściciel wsi Marcin Zajączkowski pozwany został przez mieszczkę poznańską Elżbietę Fafkową oraz innych mieszczan o niezapłacenie za „kramne rzeczy odważone i odmierzone”. Fafkowa i inni świadkowie zeznawali przeciw niemu domagając się oddania długu; każdy na kwotę 5 grzywien, aż do całej sumy długu w wysokości 28 grzywien. W 1444 miejscowość należała do powiatu poznańskiego Korony Królestwa Polskiego. W latach 1444–1592 dziedzicami Świniar byli Ostrorogowie z Ostroroga herbu Nałęcz. W 1508 miejscowość leżała w parafii Skwierzyna .
W 1580 wieś Swinary położona była w powiecie poznańskim województwa poznańskiego w Rzeczypospolitej Obojga Narodów. W 1592 Jan Ostroróg wojewoda poznański, syn Stanisława, sprzedał Janowi Opalińskiemu z Bnina miasto Ostroróg wraz z wsiami, w tym m.in. wieś Świniary wraz z folwarkiem .
Od końca XVI do początku XIX wieku należała do rodziny Unrugów z Międzychodu, w XIX w. do Hohenzollernów.
Po rozbiorach Polski miejscowość znalazła się w zaborze pruskim. W okresie Wielkiego Księstwa Poznańskiego (1815-1848) miejscowość należała do wsi większych w ówczesnym pruskim powiecie Międzyrzecz w rejencji poznańskiej. Świniary należały do okręgu starodworskiego tego powiatu i stanowiły odrębny majątek, którego właścicielem był wówczas von Brunn. Według spisu urzędowego z 1837 roku wieś liczyła 434 mieszkańców, którzy zamieszkiwali 56 dymów (domostw). Wzmiankowane były wówczas także Świniary Olendry (30 domów, 198 osób).
W latach 1945–1961 miejscowość leżała w nieistniejącym obecnie powiecie skwierzyńskim, a w latach 1975–1998 należała administracyjnie do województwa gorzowskiego.

## Zabytki
Do wojewódzkiego rejestru zabytków wpisane są:
- kościół ewangelicki, obecnie rzymskokatolicki filialny pod wezwaniem MB Królowej Polski, neogotycki z lat 70 XIX wieku
- układ urbanistyczny wsi, z połowy XIX wieku

inne zabytki:
- park krajobrazowy, podworski z pomnikowymi dębami i stawem, założony w XVIII wieku
- oficyna dworska z 1911 r., na terenie dawnego folwarku.